# 盖恩斯海姆
盖恩斯海姆（德語：Gernsheim，發音：[ˈɡɛʁnsˌhaɪm] ⓘ）是德国黑森州达姆施塔特行政区大盖劳县的城市，面积40.11平方千米，2023年12月31日人口为11,006人。

## 友好城市
- 法國 奥布河畔巴尔（1976年）
- 波蘭 希維切（2011年）